# Choco Pie
Choco Pie (дословно «шоколадный пирог») — кондитерское изделие, состоящее из двух слоёв бисквита, прослойки из маршмэллоу, и начинки, покрытой кондитерской глазурью. Было создано в южнокорейской компании Orion Corp., позже лишено статуса торговой марки. Кондитерские изделия под этой торговой маркой выдаются южнокорейским солдатам на первой неделе их базовой подготовки.

## История
В 1917 году хлебобулочная «Chatanooga» начала выпекать булочки под названием Moon Pie для местных шахтёров города Чаттануга, штат Теннесси.
В 1958 году рецепт булочек был продан японской компании Morinaga. А в 1974 году корейская компания Orion начала производить подобный продукт под названием Choco Pie.

## Экспорт
Orion Corp. активно экспортировала ChocoPie на внешние рынки. В 1999 году словосочетание «Choco Pie» потеряло статус торговой марки. Chocopie получили широкую известность в Северной Корее, куда попадают нелегально, через чёрный рынок; власти безуспешно стремятся ограничить их хождение в качестве твёрдой валюты.